# چارلی ریچ
چارلی ریچ (انگلیسی: Charlie Rich؛ ۱۴ دسامبر ۱۹۳۲ – ۲۵ ژوئیهٔ ۱۹۹۵) موسیقی‌دان، خواننده و ترانه‌سرای سبک کانتری اهل ایالات متحده آمریکا بود. وی بین سال‌های ۱۹۵۸ تا ۱۹۹۵ میلادی فعالیت می‌کرد و در موسیقی‌اش از طیف وسیعی از سبک‌ها مانند بلوز، راکابیلی، جاز، سول و گاسپل بهره می‌گرفت.